# Platja des Grau
La platja des Grau està situada a 8 km de Maó, dins el Parc Natural de s'Albufera des Grau, símbol ecologista de Menorca, que conserva un gran nombre de zones verges. Les aigües tenen poca profunditat, però és un bon refugi per a embarcacions de calat inferior a tres metres i mig. Aquesta àmplia platja de forma circular està separada de l'albufera per una massa boscosa. Les seves aigües són molt tranquil·les i estan protegides per l'illa d'en Colom. En aquesta platja s'hi poden practicar diverses activitats nàutiques.